# Eduard Pant

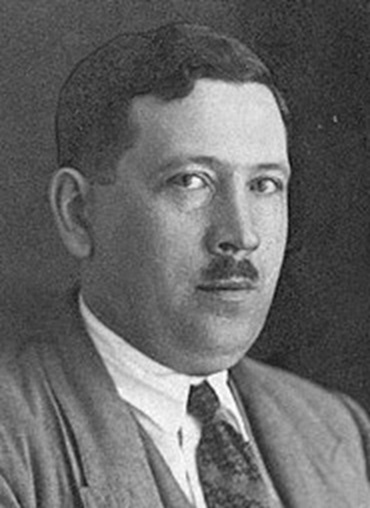
Eduard Pant (1920er Jahre)

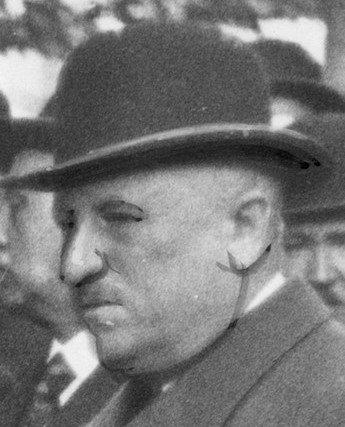
Bei einer Trauerfeier 1934

Eduard Pant (* 28. Januar 1887 in Witkowitz bei Mährisch Ostrau, Österreich-Ungarn; † 20. Oktober 1938 in Kattowitz, Polen) war nach 1918 führender Politiker der deutschen Minderheit in Polen und Vorsitzender der Deutschen Katholischen Volkspartei.

## Biographie
Eduard Pant wuchs mit acht Geschwistern in der katholischen Familie des Werkmeisters Karl Pant und dessen Ehefrau Angela, geborene Lokscha, auf, besuchte das Gymnasium in Mährisch Ostrau, absolvierte das bischöfliche Seminar in Kremsier (Kroměříž) in Mähren, studierte anschließend Klassische Philologie, Germanistik und Philosophie an der Karl-Ferdinands-Universität Prag und promovierte dort 1911 zum Doktor der Philosophie. Während seines Studiums wurde er 1910 Mitglied der katholischen Studentenverbindung KDStV Vandalia Prag im CV.
Nach Studienabschluss wurde er Lehrer an Gymnasien in Prag-Smichow, in Wien, in Kufstein und ab September 1914 in Bielitz. Dort gründete er die Deutsche Christlichsoziale Partei. Im Ersten Weltkrieg war er Soldat an der russischen und italienischen Front. Nach schwerer Verwundung, mit einer Auszeichnung geehrt, kehrte er 1918 nach dem Ende Österreich-Ungarns nach Bielsko-Biała (Bielitz) zurück und wurde nach dessen Eingliederung in das neu entstandene Polen 1920 polnischer Staatsangehöriger. Von 1926 bis 1930 war er Chefredakteur der größten deutschen Zeitung in Polen, des Oberschlesischen Kuriers, und Abgeordneter des Deutschen Klubs im polnischen Parlament.
1927 bis 1938 war Eduard Pant Vorsitzender der Katholischen Deutschen Volkspartei in Polen. Für diese war er 1922 bis 1935 Abgeordneter im Schlesischen Sejm und 1928 bis 1935 polnischer Senator, seit 1924 Vize-Landmarschall. Vor Ausbruch des Zweiten Weltkriegs (1939) starb er in Kattowitz.
Die deutschen Katholiken in Polen gerieten nach der Machtergreifung durch Adolf Hitler in eine schwere Auseinandersetzung über den Kurs gegenüber dem Nationalsozialismus im Reich. Im Mittelpunkt der Überlegungen stand die Frage, ob die deutsche Minderheit und die deutschen Katholiken in Polen die verdeckte finanzielle und sonstige Förderung durch das Deutsche Reich verlieren würden, wenn sie sich vom Nationalsozialismus offen distanzierten; sie spalteten sich über dieser Frage. Die Mehrheit kooperierte mit NS-nahen Institutionen. Sie erhofften sich mit diesem Verhalten, die Förderung der Interessen der deutschsprachigen Minderheit in Polen durch die nationalsozialistische Führung zu erhalten und auszubauen.
Eduard Pant lehnte den Nationalsozialismus aus religiösen und politischen Gründen ab. Er verlor mit dieser Haltung als Vorsitzender der Deutschen Katholischen Volkspartei in Polen den Großteil seiner Anhängerschaft. Weiterhin verloren er und seine Mitstreiter die Führungsrolle im Verband der deutschen Katholiken Polens und den Einfluss auf den auflagenstarken Oberschlesischen Kurier. Pant wehrte sich gegen die Entmachtung und Gleichschaltung der deutschen Katholiken, setzte sich für eine engere Zusammenarbeit mit polnischen Behörden ein und gründete die katholisch-konservative Wochenzeitung Der Deutsche in Polen (1934–1939). Die weit über Polens Grenzen hinaus verbreitete Zeitung war ein bedeutendes Sprachrohr der christlichen Emigranten, der Opposition des Landes gegen den Nationalsozialismus und weiterer Minderheiten in Ost- und Mitteleuropa.
1937 bekräftigte Pant mit seiner Unterschrift die Denkschrift von Waldemar Gurian und Karl Thieme Die Kirche Christi und die Judenfrage, die alle Christen, insbesondere aber den Papst und die Kurie in Rom zu einer öffentlichen Stellungnahme gegen den zeitgenössischen Antisemitismus und die Judenverfolgung in Deutschland aufrief.